# Latin house
Latin house is elektronische dancemuziek die house mengt met Latijns-Amerikaanse muziek uit bijvoorbeeld Brazilië, Cuba of Colombia. Het is geen officiële muziekstijl.

## Bekende artiesten
- Gregor Salto
- Daddy Yankee